# Quel punto
Quel punto (с итал. — «То место») — студийный альбом итальянского певца и киноактёра Адриано Челентано, выпущенный в 1994 году лейблом BMG Ariola. Диск стал первым студийным альбомом исполнителя после трёхлетнего перерыва.

## Содержание альбома
Премьера диска состоялась в телепередаче Scommettiamo che…?, где Адриано Челентано присутствовал вместе с супругой, Клаудией Мори, и спел две песни из нового альбома — «Quel punto» и «Attraverso me».
В альбом вошло тринадцать композиций, из которых пять («Quel punto», «La casa dell’amore», «Attraverso me», «La trappola», «Ja tebia liubliu») — новые. В альбоме также присутствуют ремейки более ранних композиций (например, «I want to know» и «La camera 21», ранее исполненных Челентано на альбоме Svalutation 1976 года). Композиция «Attraverso me» была выпущена отдельно в качестве сингла.
Кроме того, диск включает в себя ремикс на основную музыкальную тему кинофильма «Бинго-Бонго», где Челентано сыграл главную роль. Песня «Il seme del rap» — это итальянская версия композиции «Prisencolinensinainciusol». Последние два трека альбома («Rifugio bianco» и «Sanmatio») исполняют миланский хор Crodaioli и хор «Альпийская звезда» (итал. Coro Stella Alpina) под руководством Джузеппе (Бепи) Де Марци (итал. Giuseppe (Bepi) De Marzi).

## Художественные особенности
Альбом занял особое место в творчестве артиста благодаря оригинальной, хорошо продуманной и многожанровой музыке, которая представлена такими направлениями как поп, рок, рэп и шансон. Тексты песен, из которых несколько написаны самим Челентано, затрагивают различные социальные темы: проблемы сексуальных меньшинств («Quel punto»), любовь («Attraverso me», «Ja tebia liubliu», «La casa dell’amore», «La trappola»), отсутствие понимания между людьми («Il seme del rap»).
В альбоме присутствует своеобразная «фишка» — в конце каждой песни слышны шумовые эффекты (звуки поезда и др.). Звучание тромбона в пяти песнях придало им некую джазовую интонацию. Англоязычная композиция «Rap» исполнена американским рэпером Ронни Ли.
В припеве композиции «Ja tebia liubliu» (рус. Я тебя люблю), Адриано поёт эту фразу на четырёх языках: на русском, французском, английском и немецком. Благодаря этому песня стала очень популярной у русскоязычных слушателей. Название песни является итальянской транскрипцией фразы на русском языке.

## Оформление и издания
Обложка альбома представляет собой фотографию босого Челентано, который стоит на поляне, изображая игру на гитаре. Вместе с ним на фото изображены трое мужчин пожилого возраста, держащие в руках сельскохозяйственные инструменты — вилы, лопату, грабли и косу. Сценка с этими же мужчинами была разыграна живьём в начале программы Scommettiamo che…?, где и состоялась премьера диска.
Поскольку первое издание диска содержало ремикс композиции «Uh… uh…», диджей, создавший этот трек, заявил о нарушении авторских прав, из-за чего диск на некоторое время был изъят из продажи. Это изрядно помешало продажам альбома, которые, по официальным заявлениям Клаудии Мори, составляли порядка 250 000 экземпляров. Первый вариант альбома издавался в картонном диджипаке с двумя разными вариантами оформления внутреннего содержимого (первая версия была зелёного цвета, а вторая — белого, с фото Адриано, использованным также для обложки Svalutation).
Год спустя Адриано сменил лейбл звукозаписи, после чего диск был переиздан BMG в обычной упаковке, в пластике. В этой версии ремикс «Uh… uh…» был заменён на оригинальную версию песни 1982 года.

## Плагиат
Песня «Шуга» российской исполнительницы Глюкозы является переделанной композицией «Quel punto», в которой итальянский текст заменён на русский. Примечательно, что ни сама исполнительница, ни её продюсер, Максим Фадеев, никакой связи с «Quel punto» не подтверждали. Факт плагиата был обнародован на церемонии «Серебряная калоша» в 2004 году.
В 1994 году в альбоме «Это всё...» российской группы ДДТ была выпущена песня «Ветер», которая необычайно схожа с композицией «Attraverso me» несколькими гитарными ходами и аранжировкой. Более того, обе песни написаны в одной тональности. Это сходство также было подмечено на церемонии «Серебряная калоша» в 2000 году.
Однако участник группы ДДТ Вадим Курылёв факт плагиата в одном из своих интервью опровергнул:

Это не плагиат, а просто совпадение. Мелодия там совсем другая, гитарный рифф действительно очень похож. Но его придумал я, а не Шевчук, и вообще ещё за несколько лет до написания им «Что нам ветер», в 1990 году. Так что Челентано тут вообще ни при чём. […] То, что это похоже на Челентано, мы вообще узнали года три спустя.— В. Курылёв

## Список композиций
| №   | Название                                         | Автор(ы)                                                                                   | Длительность |
| --- | ------------------------------------------------ | ------------------------------------------------------------------------------------------ | ------------ |
| 1.  | «Quel punto» (То место)                          | Адриано Челентано, Мауро Спина                                                             | 5:32         |
| 2.  | «La casa dell’amore» (Дом любви)                 | Адриано Челентано                                                                          | 4:24         |
| 3.  | «Rap» (Рэп)                                      | Адриано Челентано, Ронни Ли, Давид Романи                                                  | 1:08         |
| 4.  | «Il seme del rap» (Поколение рэпа)               | Адриано Челентано                                                                          | 4:13         |
| 5.  | «Attraverso me» (Через меня)                     | Адриано Челентано, Маурицио Фабрицио                                                       | 5:10         |
| 6.  | «I want to know 1» (Я хочу знать)                | Адриано Челентано, Джино Сантерколе                                                        | 2:25         |
| 7.  | «I want to know 2» (Я хочу знать)                | Адриано Челентано, Джино Сантерколе                                                        | 6:51         |
| 8.  | «La trappola» (Западня)                          | Адриано Челентано, Мауро Спина                                                             | 5:55         |
| 9.  | «Ja tebia liubliu» (транскрипция «Я тебя люблю») | Клаудиа Мори, Фабрицио Берлинчиони, Мауро Спина                                            | 5:32         |
| 10. | «La camera 21» (Комната 21)                      | Адриано Челентано, Джино Сантерколе, Лучано Беретта, Вито Паллавичини, Фабрицио Берлинчони | 5:43         |
| 11. | «Uh… uh…» (ремикс)                               | Адриано Челентано                                                                          | 5:21         |
| 12. | «Rifugio bianco» (Белый приют)                   | Джузеппе Де Марци, Адриано Челентано                                                       | 1:44         |
| 13. | «Sanmatio» (Сан-Матео)                           | Джузеппе Де Марци, Адриано Челентано                                                       | 2:48         |

## Создатели альбома
- Адриано Челентано — вокалист, продюсер.
- Анна Персиани (итал. Anna Persiani) — арт-директор.
- Давид Романи (итал. Davide Romani) — эксклюзивный продюсер.
- Антонио Бальо (итал. Antonio Baglio) — мастеринг;
- C. Поркарелли (итал. C. Porcarelli) — фотограф.